# Johanna Brandt
Œuvres principales
The Petticoat Commando
La Cure de raisin : Santé, détoxication et prévention (The Grape Cure and Fasting Book)
Johanna Brandt, née Johanna van Warmelo, le 18 novembre 1876 à Heidelberg au Transvaal, morte le 13 janvier 1964 à Newlands au Cap en Afrique du Sud, est une propagandiste sud-africaine du nationalisme afrikaner, une espionne durant la guerre des Boers, une prophètesse et écrivaine sur des sujets de santé controversés.

## Biographie
Johanna van Warmelo est la fille du pasteur Nicolaas Jacobus van Warmelo et de sa seconde épouse Maria Magdalena Elizabeth Maré. Son père était un pasteur de l'église réformée hollandaise, tandis que la famille de sa mère avait émigré en Afrique australeJohanna Brandt est scolarisée pendant deux ans au Séminaire de Bonne Espérance pour jeunes filles du Cap. Lorsque son père meurt, en 1892, Johanna et sa mère partent durant six mois en Europe.
Au début de la seconde guerre des Boers, en 1899, Johanna Brandt se porte volontaire avec trois de ses frères. Elle s'engage comme infirmière jusqu'à ce que les Britanniques s'emparent de Pretoria, la capitale de la république sud-africaine du Transvaal. Cependant, les Boers ne se rendent pas immédiatement et une longue guérilla commence.
C'est au cours de cette deuxième phase de la guerre des Boers que Johanna Brandt, qui vivait à Pretoria, devient une activiste pour la cause des Boers. Elle recrute des femmes pour espionner les officiers britanniques et cache des prisonniers en fuite. Ce sont ses actions qui conduisent W. T. Stead à publier un article dans Review of Reviews sur les conditions de vie épouvantables dans le camp de concentration d'Irene, ce qui contribue au déclin du soutien de l'opinion publique britannique à la guerre.
Après la guerre, elle écrit son propre récit sur le camp de concentration d'Irene, mais son livre le plus connu est The Petticoat Commando, qui raconte ses exploits et ceux de sa mère pendant la guerre des Boers. Le livre est dédié à sa mère, « comme une offrande de paix pour l'avoir amenée dans la médiatisation en opposition directe à ses souhaits ». La maison des Van Warmelos, qu'ils appelaient Harmony, devient un centre pour la force d'occupation britannique. Johanna (qui s'appelle elle-même Hansie dans le livre) est montrée comme entêtée, et elle et sa mère exploitent le fait qu'elles soient jugées comme étant inoffensives par les forces britanniques.

« On a tout simplement tenu pour acquis que les deux femmes en question étaient désespérément coupées de toute communication avec leurs amis sur le terrain, totalement impuissantes et incapables d'aider leurs compatriotes »

.
Parmi les officiers britanniques de haut rang cantonnés à proximité se trouvent Lord Kitchener, Lord Roberts et Hugh Grosvenor, 2e duc de Westminster.
Les Van Warmelos sont laissés, en grande partie, en paix par leurs invités. Cette confiance mal placée est peut-être due au beau-frère de Johanna, Henry Cloete, qui était marié à sa sœur aînée. Henry Cloete est un ancien agent britannique en Afrique du Sud, il a été nommé compagnon de l'ordre de Saint-Michel et Saint-Georges par la reine Victoria. Dans leur rôle de civils inoffensifs, Johanna et sa mère recueillent des informations sur les mouvements des soldats et des munitions, et les font sortir en contrebande au moyen de lettres écrites à l'encre invisible avec du jus de citron.
En 1902, Johanna van Warmelo épouse un ministre, Louis Ernst Brandt. Elle devient si connue que des messages de félicitations arrivent même des dirigeants des pays.

## Première Guerre mondiale
Johanna Brandt reste impliquée dans la politique nationaliste sud-africaine, en particulier après la formation de l'Union de l'Afrique du Sud en 1910. 
Lorsque les Britanniques déclarent la guerre à l'Allemagne en août 1914, ils transfèrent la garnison d'Afrique du Sud sur le front européen. Plusieurs officiers Boers, dirigés par le lieutenant-colonel Manie Maritz, saisissent cette occasion pour proclamer l'indépendance de l'Afrique du Sud. Lorsque la rébellion Maritz est écrasée, par le gouvernement sud-africain, six mois plus tard, le parti national des femmes, le Nasionale Vroueparty, est formé dans le Transvaal. Son but est d'œuvrer pour libérer les rebelles et prendre soin de leurs familles, ainsi que de servir d'auxiliaires pour le Parti national. Johanna Brandt est secrétaire lors du premier congrès de la fête, qui se tient à Johannesbourg.

## Livres sur la santé

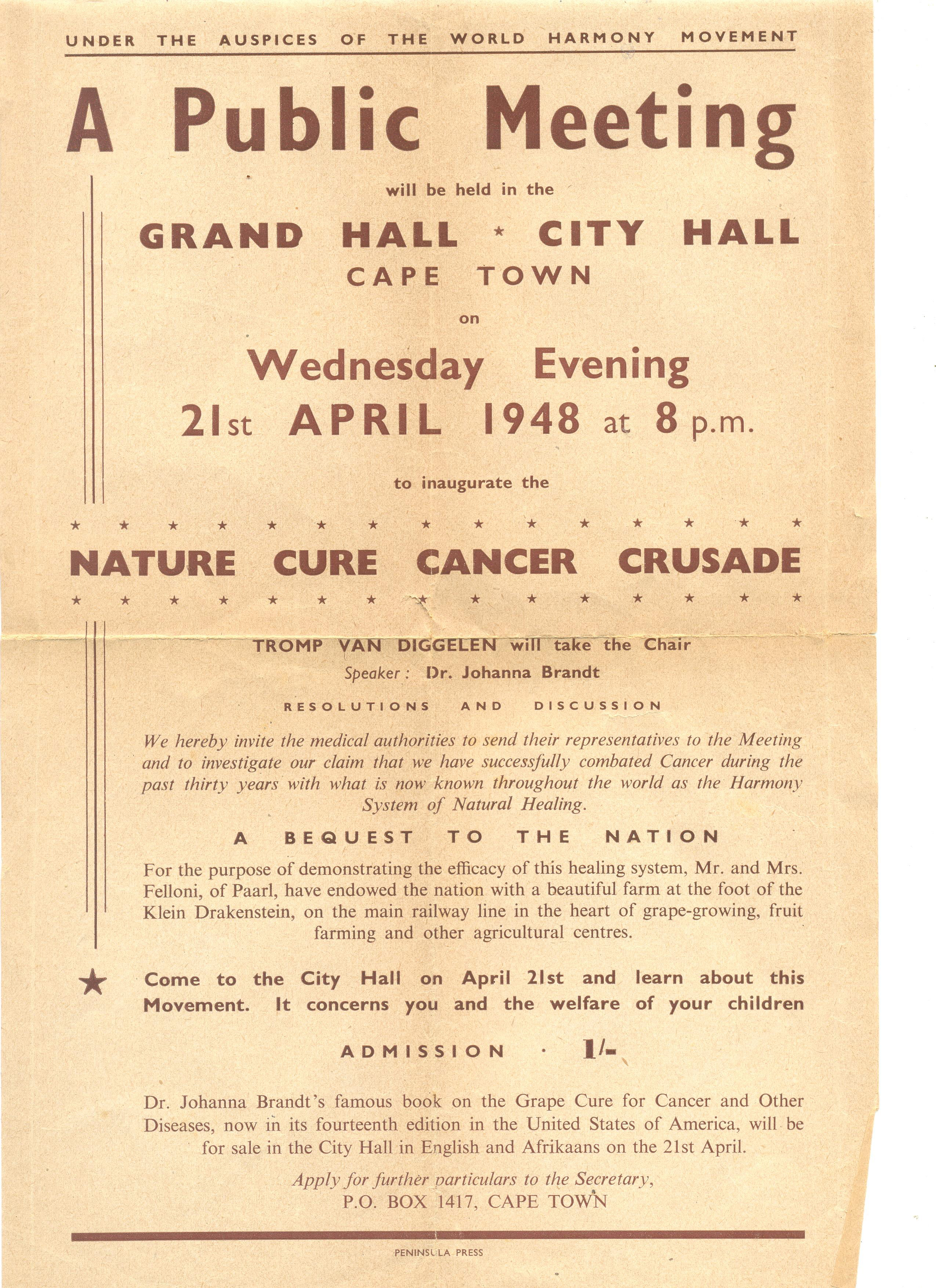
Affiche pour une conférence pour les remèdes naturels contre le cancer.

Johanna Brandt a publié une vingtaine de livres sur le thème des remèdes naturels pour les problèmes de santé. Ses publications les plus connues sont The Grape Cure et Fasting Book (en français : La Cure de raisin : Santé, détoxication et prévention). Ce livre pourrait avoir été écrit quand Johanna Brandt a affirmé avoir guéri, elle-même, d'un cancer de l'estomac. Selon Sylvia Saltman, le livre a pu s'inspirer des écrits d'Arnold Ehret, un contemporain, qui donnait des cours sur la cure au raisin. Selon certains, les conclusions exprimées par Johanna Brandt dans ce livre sont que c'est du charlatanisme, mais le livre de Johanna Brandt a eu une influence sur l'auteur sud-africain Essie Honiball (d), qui a écrit I Live on Fruit et Basil Shackleton, auteur de The Grape Cure: A Personal Testament.

## Prophéties
Johanna Brandt a écrit sur les révélations qui lui auraient été faites, le soir de la mort de sa mère,  le 7 décembre 1917 à Pretoria. Elle publie ces révélations prophétiques dans un livre intitulé The Millenium – A Prophetic Message to the Native Tribes of South Africa, en 1918. Son autre œuvre religieuse est le Paraclete, or Coming World Mother, publiée en 1936. Ses œuvres comprennent des prophéties sur l'Afrique du Sud dans lesquelles elle avertit les tribus, qu'elles doivent tenir compte de leurs maîtres et leur prédit un avenir sombre. Après la prétendue révélation, par un ange, en 1916, Johanna Brandt aurait dit que les Sud-Africains étaient la race choisie et que Johannesburg était attaquée par des Noirs.

## Héritage
En 2000, la poste sud-africaine créé une série de timbres sur les écrivains de la guerre des Boers, dont Arthur Conan Doyle et Winston Churchill. Johanna Brandt apparaît sur le timbre de 1,30 Rand avec Solomon Plaatje et la médaille de guerre Anglo-Boer.

## Œuvres
- (af) Brandt Johanna, Het concentratie-kamp van Iréne, Hollandsch-Afrikaansche Uitgevers-Maatschappij, 1905, 142 p. (lire en ligne)
- (en) Johanna Brandt, The Petticoat Commando : or Boer Women in secret service, Londres, Mills & Boon Limited, 1913, 375 p. (lire en ligne)
- (af) Brandt Johanna, Die Millenium : een voorspelling, Eigenverlag, Bloemfontein, 1918
- (af) Brandt Johanna, Die smeltkroes, 1920
- Brandt Johanna, La Cure de raisin : Santé, détoxication et prévention, 1927
- Brandt Johann, The Fasting-Book : a book on the creation and redemption of the body, De Nationale Pers, 1931, 229 p.

## Source de la traduction
- (en) Cet article est partiellement ou en totalité issu de l’article de Wikipédia en anglais intitulé « Johanna Brandt » (voir la liste des auteurs).